# Fisktorget
För andra betydelser, se Fisktorget (olika betydelser).

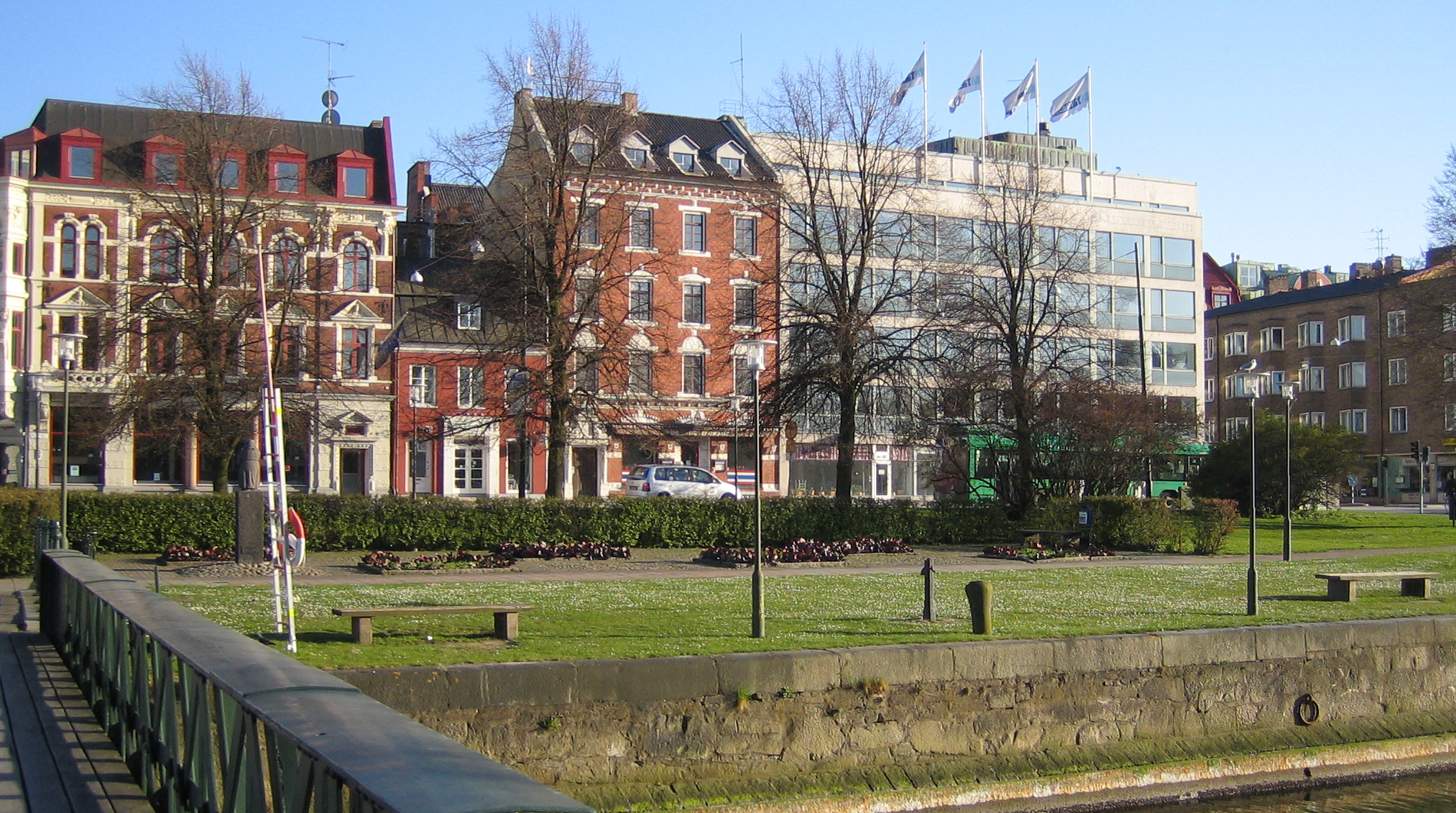
Parken som ersatt Fisktorget.

Fisktorget (eller Fisktorg) var namnet på ett numera försvunnet torg vid Norra Vallgatan i Malmö.
Torget anlades 1894 vid Bastionen Älvsborg omedelbart väster om Hjälmarbron. Här såldes fisk som de så kallade "sillagummorna" eller "prångarna", det vill säga fiskarhustrur, transporterade dit från Limhamn med Malmö-Limhamns Järnväg, även kallad "Sillabanan". År 1969 togs torget bort och namnet utgick, men statyn "Fiskegumma" (1949) av skulptören Clarence Blum påminner om fiskhandeln på platsen.
Ett annat fisktorg anordnades 1911 mellan saluhallen på Drottningtorget och Östra Hamnkanalen. Troligen var fiskförsäljningen där mer kortlivad.